# Catedral de Nuestra Señora de Lourdes (Daegu)
La Catedral de Nuestra Señora de Lourdes o simplemente Catedral de Daegu (en coreano: 계산동 성당) es el nombre que recibe un edificio religioso que pertenece a la Iglesia católica y se encuentra ubicado en Daegu parte de la provincia de Gyeongsang del Norte en el país asiático de Corea del Sur.
Se trata de un templo que sigue el rito romano o latino y funciona como la sede de la arquidiócesis de Daegu (Archidioecesis Taeguensis) que fue creada en 1962 mediante la bula "Fertile Evangelii semen" del papa Juan XXIII.
El edificio actual fue construido entre 1902 y 1903 y remodelado cuando fue elevado al estatus de catedral en 1911. El papa Juan Pablo II visitó el templo en mayo de 1984.

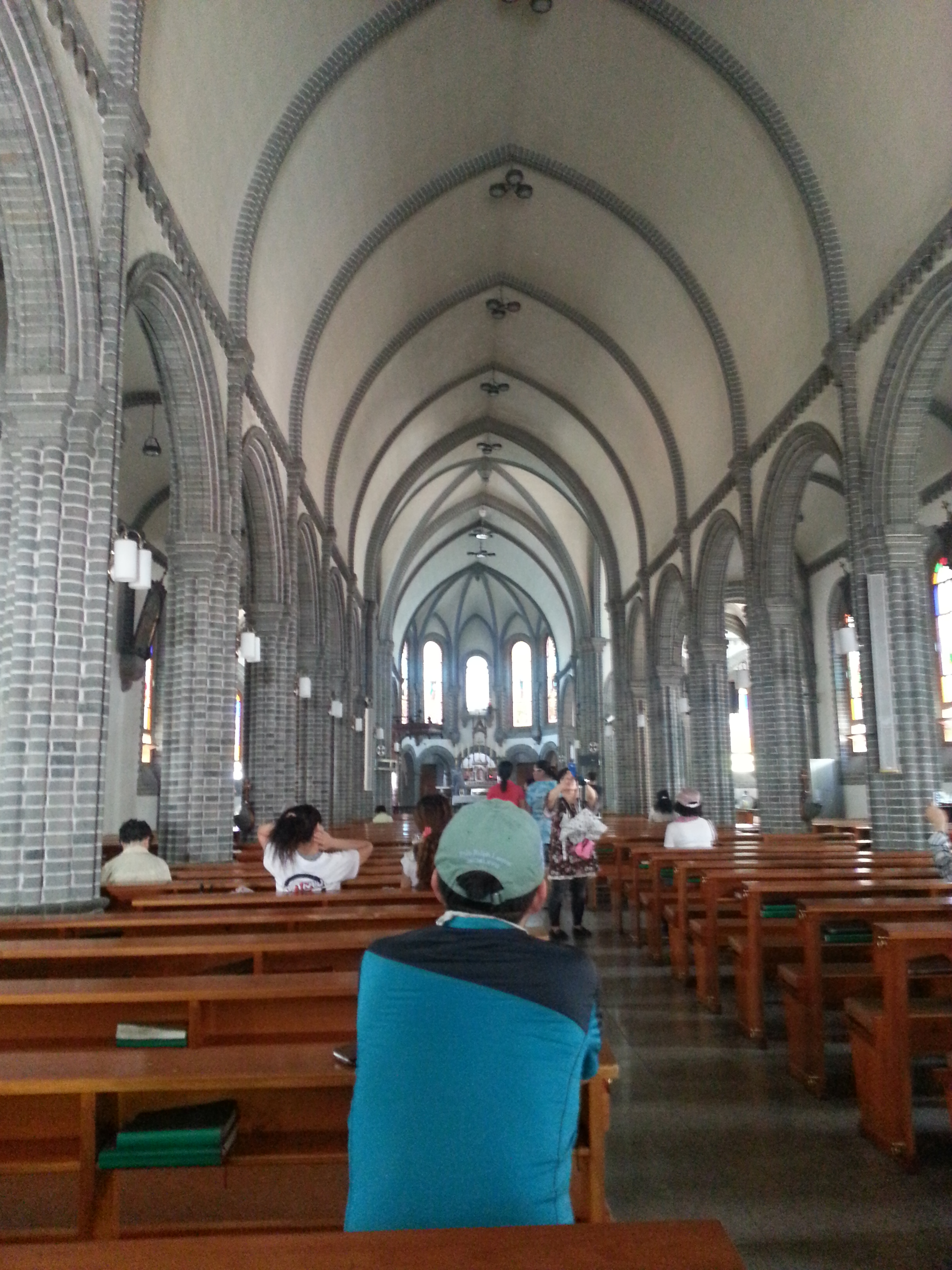
Vista interna del templo